# روبيليس بينادو
روبيليس ماريلي بينادو مينديز (من مواليد 26 نوفمبر 1997) لاعبة القفز بالزانة من فنزويلا. فازت بالميدالية البرونزية في بطولة العالم 2017 في لندن. بالإضافة إلى ذلك فازت بميداليات متعددة في العديد من الفئات العمرية، بدأت كلاعبة جمباز لكنها تحولت إلى القفز بالزانة في سن 12 عامًا لأنها كانت طويلة جدًا بحيث لا تتحمل هذه الرياضة. أفضل رقم شخصي لها في هذا الحدث هو 4.70 متر في كوتشابامبا في عام 2018. محققاً أفضل رقم قياسي وطني.

## مسيرتها الرياضية
تأهل روبيليس لدورة الألعاب الأولمبية الصيفية 2016 في ريو دي جانيرو، البرازيل، لكنها تعرضت لإصابة في إبهامه أثناء التدريب منعته من المشاركة. كان أفضل مشاركتها في بطولة كأس العالم بلندن 2017 فازت بالميدالية البرونزية في القفز بالزانة، حيث حلت خلف اليونانية إيكاتريني ستيفانيدي (الذهبية)، والأمريكية ساندي موريس (الفضية)، وتعادلت مع الكوبية ياريسلي سيلفا في الميدالية البرونزية.

## سجل المنافسة
| العام        | المسابقة                                         | المكان           | المركز       | ملاحظة                                                   |
| تمثل فنزويلا | تمثل فنزويلا                                     | تمثل فنزويلا     | تمثل فنزويلا | تمثل فنزويلا                                             |
| ------------ | ------------------------------------------------ | ---------------- | ------------ | -------------------------------------------------------- |
| 2013         | بطولة العالم للشباب لألعاب القوى 2013            | دونيتسك          | 1st          | 4.25 متر                                                 |
| 2013         | بطولة أمريكا لألعاب القوى للناشئين 2013          | ميديلين          | 2nd          | 4.40 متر                                                 |
| 2013         | Bolivarian Games ‏                                | تروخيو           | 1st          | 4.30 متر ‏                                                |
| 2014         | South American Games ‏                            | سانتياغو         | 2nd          | 4.20 متر ‏                                                |
| 2014         | بطولة العالم للناشئين لألعاب القوى 2014          | يوجين (أوريغون)  | –            | NM                                                       |
| 2014         | ألعاب القوى في أولمبياد صيف 2014 للشباب ‏         | نانجينغ          | 2nd          | 4.10 متر                                                 |
| 2014         | South American U23 Championships ‏                | مونتفيدو         | 1st          | 3.90 متر ‏                                                |
| 2014         | Central American and Caribbean Games ‏            | خالابا           | 3rd          | 4.15 متر ‏                                                |
| 2014         | بطولة أمريكا الجنوبية لألعاب القوى للشباب 2014   | كالي             | 1st          | 4.00 متر                                                 |
| 2015         | بطولة أمريكا الجنوبية لألعاب القوى للناشئين 2015 | كوينكا           | 1st          | 4.35 متر                                                 |
| 2015         | بطولة أمريكا الجنوبية لألعاب القوى 2015          | ليما             | 1st          | 4.35 متر ‏                                                |
| 2015         | Pan American Games                               | تورونتو          | 6th          | 4.40 متر ‏                                                |
| 2015         | بطولة أمريكا لألعاب القوى للناشئين 2015          | إدمونتون         | 1st          | 4.10 متر                                                 |
| 2015         | بطولة العالم لألعاب القوى 2015                   | بكين             | 23rd (q)     | بطولة العالم لألعاب القوى 2015 – سيدات القفز بالزانة ‏    |
| 2016         | بطولة العالم للناشئين لألعاب القوى 2016 ‏         | بيدغوشتش، بولندا | 2nd          | 4.40 متر ‏                                                |
| 2017         | بطولة أمريكا الجنوبية لألعاب القوى 2017 ‏         | أسونسيون         | 1st          | 4.50 متر ‏                                                |
| 2017         | بطولة العالم لألعاب القوى 2017                   | لندن             | 3rd          | بطولة العالم لألعاب القوى 2017 – سيدات القفز بالزانة ‏ NR |
| 2018         | South American Games ‏                            | كوتشابامبا       | 1st          | 4.70 متر ‏                                                |
| 2018         | Central American and Caribbean Games ‏            | بارانكيا         | 2nd          | 4.50 متر ‏                                                |
| 2019         | South American Championships ‏                    | ليما             | 1st          | 4.56 متر ‏                                                |

## روابط خارجية
- روبيليس بينادو على موقع الاتحاد الدولي لألعاب القوى (الإنجليزية)
- روبيليس بينادو على موقع الاتحاد الإيطالي لألعاب القوى (الإيطالية)
- روبيليس بينادو على موقع الرابطة البولندية لألعاب القوى (البولندية)
- روبيليس بينادو على موقع الدوري الماسي (الإنجليزية)
- روبيليس بينادو على موقع اللجنة الأولمبية الدولية (الإنجليزية)
- روبيليس بينادو على موقع أوليمبيديا (الإنجليزية)